# 中村千幹
中村 千幹（なかむら ちから、1867年〈慶応2年〉 - 1916年〈大正5年〉）は、北海道開拓者、富良野開拓の父と呼ばれる。

## 経歴
福岡県の農家に生まれ、依田勉三らと同じく慶應義塾に学び、北海道開拓の志を立て始める。1896年（明治29年）、30歳で6人の仲間と共に北海道に渡り、空知川を遡り滝や密林、断崖絶壁を乗り越えて富良野の原野に辿り着く。翌年、開拓をスタートし、測量技術を学び、農場小作人を募集。（滝川 - 釧路）間を結ぶ十勝線の鉄道工事が始まると移民が加速、開拓に大きな足跡を残した。富良野市開基70周年を記念して銅像が建立された。